# Laurent Decaux
Pour les articles homonymes, voir Decaux.
Laurent Decaux, né le 22 août 1981 à Paris, est un écrivain français. Il est le fils de l'historien Alain Decaux.

## Biographie
Laurent Decaux naît le 22 août 1981 à Paris. Il est le fils de l'historien et homme de lettres Alain Decaux et de la photographe Micheline Pelletier,,.
Après des études au lycée Saint-Louis-de-Gonzague, il est diplômé de l'Institut d'études politiques de Paris.
Passionné de vin, il cofonde en 2006 les caves Nysa à Paris, dont il quitte la gérance pour se consacrer à l'écriture.
Il préside depuis 2023 le prix Honoré de Balzac.

## Ouvrages
Pour son premier roman, Le Seigneur de Charny, récit se déroulant en Champagne dans la dernière partie du XIVe siècle, Laurent Decaux relate l'histoire vraie mais romancée de la première exposition publique du Saint-Suaire.
Le Seigneur de Charny reçoit un accueil favorable. Pour Le Figaro littéraire, « l'auteur parvient à dresser dans ce premier roman une véritable fresque humaine, aussi fluide qu'efficace » . Pour Historia, « c'est un roman de chevalerie imaginatif, bouillonnant et libre » . Pour Dominique Bona, de l'Académie française, « Laurent Decaux fait du bien à ses lecteurs » .
Il signe en septembre 2019 son deuxième roman historique, Le Roi fol, aux éditions XO. Il y aborde, sous l'angle du roman choral, le règne méconnu de Charles VI. D'après Le Point, « avec ce deuxième roman, Laurent Decaux se montre aussi érudit qu'imaginatif. On pense immanquablement à la grande saga médiévale de Jules Michelet. On ne peut s'empêcher, non plus, d'y voir une filiation avec Les Rois Maudits  de Maurice Druon ».
Il est l'auteur en novembre 2022 d'un troisième roman, Avant la Fin du Monde, aux éditions Albin Michel, qui reçoit le Prix du Guesclin (prix du Jury) et le prix Fulbert. Il y aborde, sous l'angle du roman épique, l'année ayant précédé l'arrivée de la peste noire en Europe. D'après Alix Girod de l'Ain pour le magazine Elle, c'est « une épopée maritime et humaine, qui avance majestueusement comme au rythme de cette galère mue par une armée de rameurs. Et même si l'on sait qu'elle se dirige droit vers le gouffre, on retient son souffle et on en demande encore. Laurent Decaux excelle à tenir en haleine son lecteur ».  